# Cemitério Gethsêmani
O Cemitério Gethsêmani é uma necrópole de confissão católica aberta em 1971, no distrito de Vila Sônia,  município brasileiro de São Paulo. Construído pelo Arquidiocese de São Paulo, hoje é administrado pela Diocese de Campo Limpo.
É o maior cemitério-jardim da cidade, com mais de 135 mil metros quadrados de área e mais de 2 700 árvores.

## Administração
Fundado em 1965 pela Arquidiocese de São Paulo, foi aberto ao publico com seu primeiro sepultamento em 16 de março de 1971. Hoje a atual administração pertence à Cúria Diocesana de Campo Limpo.

## Estrutura
O cemitério conta com 10 salas para velórios, capela, cafeteria, floricultura e demais serviços. 

## Origem do Nome
O termo "Gethsêmani" é de origem hebraica e significa "Jardim das Oliveiras", um dos locais prediletos de oração para Jesus: "Retirou-se Jesus com eles para um lugar chamado Gethsêmani e disse-lhes: Assentai-vos aqui, enquanto eu vou ali orar" (Mateus 26,36).

## Sepultados notórios
- André Franco Montoro,[5] governador do Estado de São Paulo
- Ariclê Perez, atriz
- Celso Roberto Pitta do Nascimento,[6] prefeito da cidade de São Paulo
- César Mata Pires, empresário e fundador da Construtora OAS
- Clóvis Rossi, jornalista
- Demétrius, compositor e vocalista brasileiro.
- Flávio Rangel, diretor teatral, cenógrafo, jornalista
- Gugu Liberato, apresentador de televisão, empresário, ator e cantor brasileiro
- Hebe Camargo, Apresentadora de televisão, atriz, humorista, cantora
- Herbert Levy, jornalista e empresário paulistano.
- Inezita Barroso, cantora, atriz, apresentadora e folclorista
- Jair Rodrigues,[7] cantor
- Jessé (cantor) Jessé Florentino Santos
- José Hawilla, empresário e fundador da TV TEM
- Lélia Abramo, atriz
- Luis Álvaro de Oliveira Ribeiro, empresário e ex-presidente do Santos Futebol Clube
- Orival Pessini, ator e humorista
- Otávio Frias[8]
- Paschoal Ranieri Mazzilli, 25° Presidente da República
- Perseu Abramo, jornalista e sociólogo
- Roger Agnelli, empresário, ex-presidente da Vale S.A.
- Rolando Boldrin, músico, ator e apresentador[9]
- Roque Spencer Maciel de Barros, filósofo, educador e jornalista brasileiro[10]
- Rubens Approbato Machado[11]
- Silvio Luiz, locutor e jornalista esportivo[12]
- Sylvia Pitaguary Serra Mazzilli, 24ª Primeira-Dama do Brasil